# Князевка (Казахстан)
Кня́зевка (каз. Князев) — село у складі району імені Габіта Мусрепова Північноказахстанської області Казахстану. Входить до складу Чистопольського сільського округу, раніше було у складі Юбілейної сільської ради.
Населення — 13 осіб (2021; 121 у 2009, 301 у 1999, 428 у 1989).
Національний склад станом на 1989 рік:
- росіяни — 28 %
- українці — 23 %
- німці — 23 %.